# Nienhagen (Detmold)
Nienhagen este o localitate care este situată la 5 km de orașul Detmold, de care aparține, Nordrhein-Westfalen, Germania. Localități vecine sunt: Niewald, Jerxen-Orbke, Heidenoldendorf, Pivitsheide V. H. si Pivitsheide V. L..